# (19461) Feingold
(19461) Feingold (1998 HZ16) – planetoida z pasa głównego asteroid okrążająca Słońce w ciągu 4,06 lat w średniej odległości 2,54 j.a. Odkryta 18 kwietnia 1998 roku.